# Кандида Мария Иисуса
Святая Кандида Мария Иисуса (исп. Cándida María de Jesús), в миру Хуана Хосефа Сипитрия-и-Барриола (исп. Juana Josefa Cipitria y Barriola, 31 мая 1845[…], Q20492160?, Страна Басков — 9 августа 1912[…], Саламанка, Кастилия и Леон) — испанская монахиня, основательница иезуитской конгрегации «Дочери Иисуса» (1871), которая во время её руководства занималась обучением детей в Саламанке.

## Жизнь
Была старшей из семи детей ткачей Хуана Мигеля Сипитрии и Марии Хесус Барриолы. Вместо школы помогала присматривать за своими братьями и сёстрами. В юности поехала в Бургос, работала прислугой в разных домах. Большое впечатление на Барриолу повлияла увиденная ею нищета — последствие промышленной революции на её родине.
Священник-иезуит Мигель Хосе Эрранц, с которым она познакомилась в Вальядолиде в 1868 году, посоветовал ей заняться благотворительностью. По его совету она открыла несколько благотворительных и образовательных программ. 8 декабря 1871 года вместе с пятью единомышленницами она основала конгрегацию «Дочери Иисуса» и приняла имя Кандида Мария Иисуса. Основала общину по воспитанию детей и улучшению положения женщин в Саламанке. Конгрегация получила епархиальное одобрение от епископа Саламанки 3 апреля 1873 года.
Барриола основывала свои духовные принципы и практики на духовных упражнениях. Отец Эрранц сотрудничал с ней, помогая писать указы для ордена, получившего похвалу от папы Льва XIII 6 августа 1901 года; официальное папское одобрение пришло от папы Пия X в 1913 году, спустя год после её смерти. На данный момент орден «Дочери Иисуса» насчитывает больше тысячи сестёр, которые занимаются образованием детей в семнадцати странах мира.

## Почитание
22 сентября 1978 года папа Иоанн Павел I объявил Кандиду Марию Иисуса слугой Божьей; подтверждение её героической добродетели позволило папе Иоанну Павлу II присвоить ей титул досточтимой 6 июля 1993 года. Он же беатифицировал Кандиду Марию Иисуса 12 мая 1996 года на площади Святого Петра. Канонизирована 17 октября 2010 года папой Бенедиктом XVI.
День памяти — 9 августа.